# Schoenberg (cratère)
Pour les articles homonymes, voir Schoenberg.
Schoenberg est un cratère d'impact présent sur la surface de Mercure. 
Le cratère fut ainsi nommé par l'Union astronomique internationale en 1976 en hommage au compositeur autrichien Arnold Schönberg. 
Son diamètre est de 28 km. Il se situe dans le quadrangle de Beethoven (quadrangle H-7) de Mercure.